# Ex (유닉스)
EXtended의 축약어인 ex는 유닉스 시스템들을 위한 라인 에디터이다.
최초의 ex는 표준 유닉스 에디터 ed의 진화된 버전으로 BSD에 포함되어 있었다. ex는 ed와 비슷하지만 어떤 스위치들과 옵션들이 변형되어 좀 더 사용성이 큰 것이 예외다.
ex는 궁극적으로는 스크린 지향적 비주얼 인터페이스에 주어지므로(명령 줄 지향적인 작동에 더해지면서) 그 때문에 vi 텍스트 에디터가 된다. 최근 들어서 ex는 vi 프로그램의 성질로서 실행된다; vi의 대부분 변수들은 여전히 명령어 ex 사용하면서 실행되는 "ex 모드"를 갖고 있거나 : (컬럼) 문자를 대표하므로 하나의 명령어에 대한 vi 안으로부터의 "ex"를 갖고 있다. ex와 vi 기능성 사이에 겹치는 부분이 있다고 할지라도, 어떠한 것들은 ex 명령어에 의해서만 시행될 수 있고 vi를 사용할 경우 유용한 것들도 있다.
검색하고 대체하는 것과 관련있는, 핵심적인 ex 명령어들은 vi에 필수적이다. 예를 들어, vi :%s/XXX/YYY/g 로부터 나온 ex 명령어는 모든 XXX를 그 대신에 YYY로 대체한다. %는 파일 안의 모든 문자열을 의미한다. 'g' 방법들은 모든 문자열에 모든 예시를 대체한다(만약 이것이 지정되어 있지 않을 경우, 각각의 문자열에 첫 번째 예시만이 대체된다.)
ex는 HP-UX 환경에서 동의어 e를 갖는다.

## 스위치
ex는 다음의 스위치들을 인식한다.
- - (obsolete) 사용자 쌍방의 피드백
- -s (XPG4 only) 사용자 쌍방의 피드백을 억제한다
- -l 은 lisp editor 옵션을 설정한다
- -r 시스템 충돌 이후 지정된 파일들을 회복시킨다
- -R 랜덤하게 설정한다
- -t tag 지정된 태그를 갖고 있는 파일을 수정한다.
- -v 시각적 모드를 시행한다 (vi)
- -w 윈도 사이즈 n을 설정한다
- -x 암호화 모드를 설정한다
- -C 암호화 옵션
- file 수정될 파일을 지정한다.